# Данувка
Данувка (пол. Danówka) — село в Польщі, у гміні Дрелів Більського повіту Люблінського воєводства. Населення — 50 осіб (2011).

## Історія
У часи входження до складу Російської імперії належало до Радинського повіту Сідлецької губернії.
За даними етнографічної експедиції 1869—1870 років під керівництвом Павла Чубинського, у селі проживали лише греко-католики, усе населення розмовляло українською мовою.
У 1921 році село входило до складу гміни Жероцин Радинського повіту Люблінського воєводства Польської Республіки.
У 1975—1998 роках село належало до Білопідляського воєводства.

## Населення
За переписом населення Польщі 10 вересня 1921 року в селі налічувалося 28 будинків (з них 3 незаселені) та 130 мешканців, з них:
- 59 чоловіків та 71 жінка;
- 93 православні, 37 римо-католиків;
- 74 українці, 56 поляків.

Демографічна структура станом на 31 березня 2011 року:
|          | Загалом | Допрацездатний вік | Працездатний вік | Постпрацездатний вік |
| -------- | ------- | ------------------ | ---------------- | -------------------- |
| Чоловіки | 28      | 4                  | 20               | 4                    |
| Жінки    | 22      | 4                  | 8                | 10                   |
| Разом    | 50      | 8                  | 28               | 14                   |